# Gung Ho (album)
Pour les articles homonymes, voir Gung Ho.
Albums de Patti Smith
Peace and Noise
(1997) Land (1975-2002)
(2002)
Singles
1. Glitter in Their Eyes
Sortie : 2000

Gung Ho est un album studio de Patti Smith, sorti le 21 mars 2000.
La chanson Glitter in Their Eyes a été nommée aux Grammy Awards en 2001 dans la catégorie Meilleure chanteuse rock (Best Female Rock Vocal Performance).
Pour la première fois, la photo de la pochette de l'album ne représente pas Patti Smith mais son père.

## Liste des titres
| No  | Titre                 | Auteur                                | Durée |
| --- | --------------------- | ------------------------------------- | ----- |
| 1.  | One Voice             | Patti Smith, Jay Dee Daugherty        | 4:46  |
| 2.  | Lo and Beholden       | Lenny Kaye, Smith                     | 4:45  |
| 3.  | Boy Cried Wolf        | Smith                                 | 4:54  |
| 4.  | Persuasion            | Smith, Fred « Sonic » Smith           | 4:36  |
| 5.  | Gone Pie              | Smith, Tony Shanahan                  | 4:06  |
| 6.  | China Bird            | Oliver Ray, Smith                     | 4:08  |
| 7.  | Glitter in Their Eyes | Ray, Smith                            | 3:00  |
| 8.  | Strange Messengers    | Kaye, Smith                           | 8:06  |
| 9.  | Grateful              | Smith                                 | 4:34  |
| 10. | Upright Come          | Ray, Smith                            | 3:00  |
| 11. | New Party             | Smith, Shanahan                       | 4:33  |
| 12. | Libbie's Song         | Smith                                 | 3:28  |
| 13. | Gung Ho               | Daugherty, Kaye, Ray, Smith, Shanahan | 11:45 |

## Personnel

### Musiciens
- Patti Smith : Chant, guitare
- Lenny Kaye : Guitare
- Jay Dee Daugherty : Batterie
- Tonny Shanahan : Basse, claviers
- Oliver Ray : Guitare

### Musiciens additionnels
- Grant Hart : Piano, farfisa
- Jackson Smith : Guitare
- Kimberly Smith : Mandoline
- Michael Stipe : Chœurs
- Rebecca Weiner : Violon
- Skaila Kanga : Harpe
- Tom Verlaine : Guitare
- Wade Raley : Chœurs

## Classements
| Classement                   | Meilleure position |
| ---------------------------- | ------------------ |
| Allemagne (Media Control AG) | 67                 |
| États-Unis (Billboard 200)   | 178                |
| Suisse (Schweizer Hitparade) | 94                 |